# Список депутатов Верховного Совета Республики Беларусь 13-го созыва
Верховный Совет Республики Беларусь 13-го созыва (9 января 1996 — 27 ноября 1996) — второй парламент в истории независимой Республики Беларусь. В его составе работало 198 депутатов, председатель - Шарецкий С.Г..
Распущен после ноябрьского референдума 1996 года. При этом из части его депутатов, которые поддерживали Александра Лукашенко, был сформирован первый состав Палаты представителей созданного Национального собрания.
В лице тех депутатов, которые не вошли в состав нового органа, Совет, однако, продолжал «действовать» (в частности, «собирался» 11 марта 2013 года). К осени 1997 года «действующими» считались 88 избранных депутатов, остальные к этому времени уже занимали должности, не совместимые с деятельностью в нём, а двое скончались. Законность роспуска до настоящего момента ставится под сомнение некоторыми участниками тех событий.
21 июля 1999 года таким образом «действующие» депутаты Верховного Совета 13 созыва, назначили его председателя Шарецкого С.Г. и. о. президента Беларуси (новым председателем ВС стал Виктор Гончар, который уже через пару месяцев пропал без вести). Однако с 1999 года Шарецкий жил в Вильнюсе (Литва), принимаемый как глава легитимной власти Беларуси; ему была предоставлена государственная охрана, с июля 2001 живёт в США. С отъездом Шарецкого активность Верховного Совета резко пошла на спад, а в начале 2001 года он прекратил свою деятельность де-юре, в связи с окончанием пятилетнего срока своих полномочий (в соответствии со старой редакцией Конституции 1994 года).

## История выборов
Состав в числе 198 депутатов был сформирован в два этапа выборов - в мае и декабре 1995 года.
В первоначальные выборы (первый тур - 14 мая 1995 года, второй тур состоялся 28 мая) удалось избрать только 119 депутатов, в то время как для правомочного состава требовалось не менее 174 (т.е. не менее двух третей от полного состава в 260 человек). Не были избраны депутаты в 141 избирательном округе.
Таким образом, Белоруссия более чем на полгода осталась без эффективно действующего законодательного органа власти.
Повторные выборы в два тура были проведены 29 ноября и 10 декабря 1995 года.
Планировалось в марте 1996 года провести довыборы в 62 округах, по которым депутаты не были избраны, но эта идея не нашла поддержки среди депутатского корпуса.

## Характеристика состава
Из 198 депутатов 105 депутатов являлись членами 16 политических партий, 93 — беспартийными.
Из состава прошлого Верховного Совета 12-го созыва в новый состав было избрано только 18 человек. 180 депутатов (85,9%) стали парламентариями впервые.
Около 20% вновь избранных депутатов работали в промышленности, на транспорте и в строительстве; 22,2% в — сельском хозяйстве. Были избраны 21 руководитель предприятий и фирм, 27 председателей колхозов и 10 директоров совхозов, 11 медицинских работников. Широко была представлена социальная сфера: учителя, врачи, работники учреждений культуры.
Среди депутатов было только 9 женщин (4,5%). Всего трое депутатов были моложе 30 лет.
Большинство депутатов состава имели высшее образование, трое — среднее специальное. 25 депутатов (12,6%) имели ученые степени и звания.

## Деятельность
Заседание первой сессии Верховного Совета 13-го созыва состоялось в январе 1996 года.
За неполный год своей деятельности (до момента роспуска) Верховный Совет 13-го созыва принял порядка десяти новых законов. Совет вносил поправки в действующие законы, а также принял большое число постановлений по конкретным вопросам своей собственной деятельности.
Президент и правительство фактически отказались от конструктивного сотрудничества с Верховным Советом. Министры не реагировали на запросы депутатов, не посещали заседания Верховного Совета.
Изменения в деятельности органов исполнительной власти в тот период производились путём принятия подзаконных актов, в основном - указами президента. При этом, постановления правительства принимались исключительно в развитие указов, а законы Верховного Совета, не будучи обеспеченными органами исполнительной власти, утратили реальную юридическую силу и фактически перестали исполняться.
Президент не подписывал многие законопроекты Совета, а депутаты не смогли повторным голосованием преодолеть президентское вето.
Конфликты между президентом и Советом разрешались Конституционным судом, в результате в Белоруссии назрел конституционный кризис и президент вступил в резкую конфронтацию с Верховным Советом и Конституционным судом, что окончилось проведением референдума в 1996 году.

## Список
1. Абрамова, Ольга Михайловна
2. Азарченков, Александр Михайлович
3. Александров, Валерий Михайлович
4. Александрович, Владимир Александрович
5. Алексеенко, Геннадий Павлович
6. Ананьев, Роман Владиславович
7. Аникеев, Михаил Михайлович
8. Анушкин, Игорь Сергеевич
9. Аполоник, Александр Владимирович
10. Астапкович, Николай Владимирович
11. Астапченко, Юрий Леонидович
12. Афанасьев, Марат Степанович
13. Бань, Михаил Викторович
14. Башаримов, Владимир Семенович
15. Бекиш, Николай Иосифович
16. Белов, Николай Адамович
17. Белькович, Виктор Федорович
18. Беляков, Владимир Леонидович
19. Биккинин, Борис Степанович
20. Бич, Александр Николаевич
21. Блюдник, Антон Денисович
22. Бобков, Анатолий Константинович
23. Богданкевич, Станислав Антонович
24. Боярчук, Иван Владимирович
25. Бруцкий, Виктор Павлович
26. Бурак, Виктор Константинович
27. Бусел, Николай Дмитриевич
28. Бусько, Виталий Иванович
29. Бухвостов, Александр Иванович
30. Валаханович, Александр Николаевич
31. Вараницкий, Григорий Николаевич
32. Винокурова, Мария Михайловна
33. Войтехович, Эдуард Антонович
34. Волженков, Григорий Николаевич
35. Волков, Анатолий Егорович
36. Волков, Владимир Александрович
37. Воронович, Михаил Михайлович
38. Ворошнин, Владимир Николаевич
39. Вронский, Георгий Михайлович
40. Гаргун, Василий Степанович
41. Герасименко, Вячеслав Михайлович
42. Гируть, Мечислав Иванович
43. Глуховский, Леонид Викторович
44. Говорушкин, Станислав Николаевич
45. Гончар, Виктор Иосифович
46. Гончарик, Владимир Иванович
47. Горбунов, Олег Аркадьевич
48. Гриб, Мечислав Иванович
49. Григорьев, Владимир Викторович
50. Грунтов, Виктор Самсонович
51. Грушевский, Михаил Константинович
52. Грязнова, Людмила Николаевна
53. Гуков, Иван Маркелович
54. Демидов, Николай Васильевич
55. Дмуховский, Михаил Иванович
56. Добровольский, Александр Ольгертович
57. Домаш, Семен Николаевич
58. Данейко, Павел Владимирович
59. Драко, Валерий Владимирович
60. Дубко, Александр Иосифович
61. Дубовик, Николай Николаевич
62. Дудко, Александр Михайлович
63. Дунич, Николай Владимирович
64. Дылевский, Николай Иосифович
65. Егоров, Владимир Демьянович
66. Енко, Евгений Николаевич
67. Жушма, Петр Евгеньевич
68. Завадский, Анатолий Анатольевич
69. Зайцев, Павел Карпович
70. Замковенко, Михаил Михайлович
71. Зданчук, Николай Григорьевич
72. Здобнов, Владимир Николаевич
73. Зинченко, Александр Николаевич
74. Знавец, Павел Кириллович
75. Игнатищев, Руслан Михайлович
76. Калугин, Петр Алексеевич
77. Калякин, Сергей Иванович
78. Камай, Алексей Степанович
79. Капшай, Александр Евгеньевич
80. Карпенко, Геннадий Дмитриевич
81. Карпиевич, Николай Федорович
82. Кашкан, Георгий Михайлович
83. Кебич, Вячеслав Францевич
84. Киберман, Георгий Владимирович
85. Киреев, Иван Филиппович
86. Климов, Андрей Евгеньевич
87. Кожан, Вячеслав Иванович
88. Козловский, Викентий Антонович
89. Козырь, Александр Викторович
90. Койда, Анатолий Яковлевич
91. Комяк, Николай Михайлович
92. Конашук, Иван Петрович
93. Коноплев, Владимир Николаевич
94. Коротченя, Иван Михайлович
95. Костян, Сергей Иванович
96. Котляров, Игорь Васильевич
97. Кравченко, Петр Кузьмич
98. Красуцкий, Анатолий Викторович
99. Круговой, Валерий Кадашевич
100. Крючков, Валентин Петрович
101. Кудинов, Владимир Алексевич
102. Кузьма, Анатолий Фомич
103. Кулаковский, Юрий Александрович
104. Кулик, Виталий Васильевич
105. Куцко, Николай Васильевич
106. Кучинский, Виктор Францевич
107. Лапковский, Олег Михайлович
108. Лапуть, Николай Степанович
109. Лебедько, Анатолий Владимирович
110. Левшик, Станислав Станиславович
111. Лекторов, Валерий Николаевич
112. Лещинский, Олег Александрович
113. Лившиц, Семён Борисович
114. Липкин, Валерий Федорович
115. Литвин, Иван Гаврилович
116. Лозовик, Николай Иванович
117. Лукьянович, Василий Петрович
118. Лунович, Аркадий Ефимович
119. Любезный, Михаил Иванович
120. Любовицкий, Вячеслав Викторович
121. Майструк, Леонид Кириллович
122. Малаховский, Анатолий Егорович
123. Малофеев, Анатолий Александрович
124. Малумов, Юрий Георгиевич
125. Манукова, Тамара Анатольевна
126. Мельников, Кузьма Николаевич
127. Миколуцкий, Евгений Петрович
128. Минич, Валерий Владимирович
129. Мирголовский, Геннадий Николаевич
130. Михадюк, Виктор Аркадьевич
131. Невестенко, Павел Иванович
132. Нистюк, Владимир Петрович
133. Новак, Валерий Адамович
134. Новиков, Василий Николаевич
135. Новосяд, Владимир Владимирович
136. Папруга, Валентин Алексеевич
137. Пасечник, Виктор Владимирович
138. Пашкевич, Иван Иванович
139. Пинчук, Сергей Николаевич
140. Плетюхов, Владимир Анестиевич
141. Побяржин, Збышек Иванович
142. Погорельский, Леонид Вячеславович
143. Полочанин, Иосиф Николаевич
144. Понкратенко, Александр Иванович
145. Попченко, Олег Дмитриевич
146. Почепко, Константин Анатольевич
147. Прокопович, Григорий Петрович
148. Прокошин, Владимир Романович
149. Прохорчик, Сергей Николаевич
150. Пугачев, Николай Федорович
151. Пыжик, Виктор Семенович
152. Радкевич, Леонид Иванович
153. Рачков, Леонид Власович
154. Римарчик, Иван Сергеевич
155. Рожко, Валентин Александрович
156. Розганов, Александр Иванович
157. Розынко, Петр Михайлович
158. Романовский, Антон Алексеевич
159. Руденко, Виктор Петрович
160. Руммо, Олег Васильевич
161. Рускевич, Федор Нестерович
162. Савичев, Владимир Николаевич
163. Сакович, Василий Андреевич
164. Самусева, Валентина Михайловна
165. Свирид, Александр Владимирович
166. Свирид, Иван Владимирович
167. Сечко, Леонид Никонорович
168. Скок, Василий Владимирович
169. Скриган, Елена Николаевна
170. Снегирь, Михаил Валентинович
171. Соловьев, Анатолий Міхайлович
172. Сосонко, Михаил Павлович
173. Тарасевич, Викентий Иосифович
174. Телебук, Нина Петровна
175. Тереня, Геннадий Викторович
176. Терешко, Иван Иванович
177. Терещенко, Виктор Иванович
178. Тютюнов, Анатолий Дмитриевич
179. Усюкевич, Геннадий Александрович
180. Ходневич, Татьяна Николаевна
181. Ходосевич, Владимир Михайлович
182. Хомич, Виктор Кириллович
183. Хрол, Василий Петрович
184. Худая, Мария Николаевна
185. Шарецкий, Семен Георгиевич
186. Шаршунов, Вячеслав Аркадьевич
187. Шевцов, Николай Михайлович
188. Шиманский, Николай Николаевич
189. Шлындиков, Василий Михайлович
190. Шпаков, Сергей Георгиевич
191. Шпилевский, Александр Францевич
192. Шуляковский, Василий Николаевич
193. Шушкевич, Станислав Станиславович
194. Щукин, Валерий Алексеевич
195. Юнчик, Леонид Николаевич
196. Юхимук, Василий Феодосиевич
197. Якобсон, Александр Серафимович
198. Яковчик, Николай Степанович
199. Янович, Алексей Александрович